# 陸勲
陸勲（りく くん、生卒年不明）は晩唐の人。呉郡を本貫とする宣歙（せんきゅう）観察使贈礼部尚書陸亘の男。
仕履は詳らかでないが、淮南（わいなん）節度使の何某に辟召されてその従事となって試官（幕職に与えられる朝官）として秘書省校書郎を帯した後に入朝して兵部員外郎（兵部の判官）となり、懿宗の咸通12年（基督教暦871年）3月に博学宏詞科の考試を通過して、同13乃至14年頃に吏部郎中（吏部の判官）に転じたものと考えられ、林宝（りんほう）『元和姓纂（げんなせいさん）』における記述に拠ればこれが極官となったらしい。但し、明陳継儒の蔵書中に陸に仮託された4巻本『集異志』があってそこに「唐比部郎中陸勲集」とあり、これが仮託上の操作や単なる誤記ではない何らかの所拠に基づくものであれば、吏部郎中の前或いは後或いは間に比部郎中（刑部の判官）に就く事もあり、更にはそれが極官となった可能性も捨てきれない。
その著作に、逸したものの吏部又は比部の郎中在官時に撰したと思われる『集異記（志）』2巻があった。